# Zelandotipula chimborazo
Zelandotipula chimborazo is een tweevleugelige uit de familie langpootmuggen (Tipulidae). De soort komt voor in het Neotropisch gebied.